# Wittbrietzen
Wittbrietzen ist ein Ortsteil der Stadt Beelitz im Landkreis Potsdam-Mittelmark in Brandenburg.

## Geografie
Das Dorf liegt rund 27 Kilometer südwestlich der Landeshauptstadt Potsdam.

## Geschichte und Etymologie

### 13. bis 16. Jahrhundert
Der Ort wurde bereits im 13. Jahrhundert am Fuße einer bewaldeten Sanderfläche als Straßenangerdorf gegründet, die sich zwischen den Niederungen der Nieplitz und des Pfefferfließes erhebt. Siedler errichteten in der Zeit von 1226 bis 1250 eine Feldsteinkirche. Im Jahr 1289 erschien ein Nicolaus de Witbryzen in den Akten. Der Name Brietzen stammt vom slawischen Wort „bryzna“ ab, was „Birke“ bedeutet. Die Vorsilbe „Wyt“ oder „Wit“ bedeutet „weiß“. Die weiße Birke ist auch im Wappen des Ortes zu finden.
Wittbrietzen wurde erstmals in einer Urkunde des Herzogs Rudolf I. im Jahre 1337 als in villa Wytbryzzen erwähnt. Es gehörte zu dieser Zeit der Familie von Köckritz und gelangte vor 1375 an die Familie von Wiltwitz. Das Landbuch Kaiser Karls IV. von 1375 gab für den Ort Wittbritzen, Wytbritzen bzw. Witbrisen eine landwirtschaftliche Nutzfläche von 32 Hufen an. Dem Pfarrer gehörten davon zwei Hufen, der Dorfschulze bewirtschaftete vier Hufen. Außerdem gab es im Dorf 14 Kossäten und bereits einen Krug. Neben der Familie von Wiltwitz waren zwei Hufen vor 1375 bis nach 1419 im Besitz der Familie Wittbrietzen bzw. Marzahn und Wittbrietzen zu Treuenbrietzen (1408). Er ging an die Familie von Schlieben und wurde dort vereint.
Vor (?) 1414 bis 1433 übernahm die Familie von Kunersdorf den Ort, die ihn anschließend im Jahr 1433 an die Familie von Schlieben weitergab. Sie hielten bereits seit 1375 die Ober- und Untergerichtsbarkeit und die Wagendienste sowie das Kirchenpatronat (1433). Sie vergrößerten den Ort um 34 Hufen eines wüst gefallenen, südlich gelegenen Dorfes Vixdorf. Wittbrietzen gehörte bis 1523 zu Sachsen. Aus diesem Jahr ist die Existenz eines freien Wohnhofs mit 18 Hufen derer von Flanß überliefert. Ein Teil ging an einen Zweig der Familie von Flanß, die 1⁄2 Dorf, die Hälfte der Ober- und Untergerichtsbarkeit und 1⁄2 Kirchenpatronat erwarben. Dieser Anteil war von 1562 für drei Jahre im Pfandbesitz derer von Köckritz, seit vor 1640 unter einem Sequester, der von der Familie von Bardeleben wahrgenommen wurde. Der zweite Anteil ging an einen anderen Teil der Familie von Flanß, die den bereits erwähnten freien Wohnhof mit 18 Hufen sowie eine Schäferei mit 500 Schafen und einer Windmühle erhielten. Zum Besitz gehörte auch die Hälfte eines Weinbergs (1562). Ihr Anteil wurde 1574 um 20 Hufen und vier freigewilligte Fünfhufner erweitert. Folgerichtig erschienen dann auch im Jahr 1562 zwei Rittersitze der Familie von Flanß. Im Jahr 1580 wurde lediglich ein Pachtschäfer erwähnt.
In dieser Zeit wurde auch 1525 die Reformation eingeführt. 1541 brannte das Pfarrhaus ab Der Pfarrer besaß zu dieser Zeit eine Wiese, auf der er drei Fuder Heu ernten konnte. Auf einer Fläche, die als „Hufschlag“ bezeichnet wurde, konnte er ungefähr ein weiteres Fuder ernten. Zusätzlich erhielt er den Kornzehnten auf etwa 6 Wispel. Der Küster besaß ein „Küsterhäuslein“, das 1558 ebenfalls abbrannte. Er konnte auf den Wiesen zwei Fuder Heu ernten und besaß hinter dem Haus ein „Gärtlein“. Er bekam 31 Scheffel Roggen Scheffelkorn oder zwei Wispel kleines Maß sowie von jeder Hufe zwei Ostereier, von jedem Hufner zwei weitere Eier sowie von jedem Kossäten jährlich ein Brot.

### 17. Jahrhundert
Die beiden Rittersitze erschienen erneut im Jahr 1608. Im Jahr 1624 lebten im Dorf 15 Hufner, acht Kossäten, ein Hirte, zwei Pachtschäfer, ein Schmied, zwei Paar Hausleute sowie eine nicht weiter benannte Anzahl an Schäferknechten. Auf der insgesamt 46 Hufen großen Gemarkung gab es eine Windmühle. Hinzu kamen 18 Hufen der Herrschaft sowie zwei Pfarrhufen. In den Jahren 1631 und 1634 wütete im Ort die Pest. Nach dem Dreißigjährigen Krieg lebten im Jahr 1652 im Ort nur noch neun Personen, verteilt auf vier Hufnerhöfe und vier Kosstenhöfe. Im Jahr 1681 verkaufte Adam Ehrenreich von Flans die Gemarkung an Preußen und das Amt Saarmund übernahm die Geschicke im Ort.

### 18. Jahrhundert
Im Jahr 1720 erschien erstmals ein Vorwerk. Es gab weiterhin eine Schäferei „auf der Heide“, eine Windmühle vor dem Dorf, zwei Wassermühlen sowie den Heideläufer „auf dem Thür“. Vorwerk, Windmühle und Schäferei erschienen weiterhin in einer Statistik aus dem Jahr 1745, nach der im Dorf elf Bauern und elf Kossäten lebten. Diese wurden in einer weiteren Statistik im Jahr 1757 näher beschrieben: Der Schulze besaß vier Hufen, daneben gab es zehn Zweihufner. Von den elf Kossäten war einer der Krüger, ein anderer arbeitete als Rademacher, sechs weitere besaßen je eine Hufe. Es gab weithin acht Büdner, ein Paar Hausleute sowie zwei einzelne Einlieger. Friedrich II. siedelte im Jahr 1763 im Vorwerk insgesamt 16 Neubauern an, in deren Folge sich die Einwohnerzahl im Ort verdoppelte. Im Jahr 1772 lebten und arbeiteten im Ort insgesamt 25 Bauern, 15 Kossäten, ein Müller, ein Schmied sowie ein Prediger und ein Freischulze. Drei Jahre später wurde Wittbrietzen als „Dorf mit Wind- und Wassermühle, Vorwerk ist mit Kolonisten besetzt“ erwähnt.

### 19. Jahrhundert
Zur Jahrhundertwende lebten im Jahr 1801 im Dorf insgesamt 26 Ganzbauern, der Lehnschulze, sechs Ganzkossäten, fünf Halbkossäten, 13 Büdner und 14 Einlieger. Es gab einen Krug und eine Windmühle. Die Bewohner schlugen 613 Morgen Holz und betrieben 58 Feuerstellen (=Haushalte). Im Jahr 1837 bestand Wittbrietzen aus dem Dorf mit einem Erbpachtsvorwerk, in dem in Summe 62 Wohnhäuser standen. Die Einwohnerzahl stieg weiter an und führte unter anderem zu einem erheblichen Umbau der Kirche im Jahr 1847. Eine weitere Statistik führte für das Jahr 1858 das Dorf mit dem Abbau Chausseehaus am Elsholzer Mittelbusch auf. In Wittbrietzen standen zu dieser Zeit sechs öffentliche, 115 Wohn- und 246 Wirtschaftsgebäude, darunter eine Getreidemühle und eine Ziegelei. Ein Jahr später erschien das Chausseehaus Königseiche. Dieses Gebäude wurde 1895 und in Folge in den Jahren 1905 und 1931 als Wohnplatz Chausseehaus weiter erwähnt. 1885 errichteten Handwerker ein neues Schulgebäude.

### 20. und 21. Jahrhundert
Zu Beginn des 20. Jahrhunderts standen im Dorf insgesamt 155 Häuser; 1931 waren es 152 Wohnhäuser mit 189 Haushaltungen. 1926 gründete sich ein Posaunenchor. Im Jahr 1939 gab es 26 land- und forstwirtschaftliche Betriebe mit einer Fläche zwischen 20 und 100 Hektar, 31 Betriebe besaßen zwischen 10 und 20 Hektar, 46 Betriebe zwischen 5 und 10 Hektar sowie 36 Betriebe mit 0,5 bis 5 Hektar.
Ende 1932 kam die NSDAP auf einen Stimmenanteil von 95 %. Aber 1934 wandten die sich viele Einwohner gegen die örtlichen NSDAP-Stellen, um Johannes Wolf, den Ortspfarrer, zu schützen. 50 von 150 Parteimitgliedern traten aus der NSDAP aus. 15 der 18 Mitglieder des Bundes Deutscher Mädel verließen diesen. Und während die Frauenhilfe 100 Mitglieder hat, zählen sich nur 20 Frauen zur NS-Frauengemeinschaft. Im April 1934 kam es zu tumultartigen Zusammenstößen auf einer SA-Versammlung, bei der sich viele für den Gemeindepfarrer einsetzten; 200 bis 300 Menschen protestierten auf der Straße gegen Versuche, Wolf zu versetzen.
Am 23. April 1945 endete mit dem Einzug der Roten Armee für Wittbrietzen der Zweite Weltkrieg. Ein Jahr später wurden 234 Hektar Waldzulage von der Gemeinde Klaistow aufgeteilt: 115 Hektar gingen an 35 Bauern, 25 Hektar an sieben Arbeiter und 85 Hektar fielen an die Gemeinde. 1953 gründete sich die LPG Neues Leben mit zunächst zehn Mitgliedern und 119 Hektar Fläche. Sie wuchs auf 125 Mitglieder und 800 Hektar Fläche im Jahr 1960 an. An sie wurden 1969 die LPG Typ I Elsholz und 1970 die LPG Typ I Schönefeld angeschlossen. Daneben gab es im Jahr 1960 eine weitere LPG Typ I mit 66 Mitgliedern und 219 Hektar Fläche, die 1961 zusammengeschlossen und im Jahr 1968 an die LPG Typ III angeschlossen wurde. Sie bestand im Jahr 1973 als LPG Vermarktungsbetrieb Speisekartoffeln. Daneben gab es einen VEB Tiefbau Falkensee mit der Baustelle Wittbrietzen. Die LPG wurde 1980 um eine betriebseigene Gaststätte „Am alten Krug“ erweitert, 1985 zum Konsum umgebaut und ein Jahr später eröffnet.
Nach der Wende übernahm eine Agrargesellschaft das Gebäude, die dort eine Landfleischerei einrichtete. 2001 kam Wittbrietzen zur Stadt Beelitz. Diese erwarb die Immobilie im Jahr 2010 und eröffnete dort einen Bürgerladen mit Bürgerbüro und Begegnungsstätte.

## Bevölkerungsentwicklung
| Jahr      | 1772 | 1801 | 1817 | 1837 | 1858 | 1871 | 1885 | 1895                     | 1905      | 1925      | 1939 | 1946 | 1964 | 1971 |
| Einwohner | 359  | 389  | 409  | 488  | 682  | 697  | 778  | 728 und 6 (Chausseehaus) | 708 und 2 | 730 und 3 | 726  | 872  | 665  | 631  |

## Wappen
Das Wappen wurde vom Heraldiker Frank Diemar gestaltet.

## Sehenswürdigkeiten
- Die Dorfkirche ist eine spätromanische Feldsteinkirche, die in den Jahren 1226 bis 1250 erbaut wurde. 1847 wurde der Sakralbau erheblich umgebaut.

## Kultur und Sport
- Der Kultur & Fußballverein wurde im Dezember 1990 mit insgesamt 37 Mitgliedern ins Leben gerufen. Im Jahr 2000 kam der Pferdesport dazu. Im Jahr 2011 zählt der KFV mehr als 120 Mitglieder und organisiert kulturelle sowie sportliche Veranstaltungen in Wittbrietzen.[7]
- Der Fuchsbergweg, ein 17,2 km langer Wanderweg des FlämingWalks führt durch den Ort.

## Persönlichkeiten
- Adam Christoph von Flanß (1664–1748), preußischer Generalfeldmarschall